# Museum Schaffen
Das Museum Schaffen (Eigenschreibweise: museum schaffen) ist ein historisches Museum der Stadt Winterthur und wird vom Historischen Verein Winterthur (HVW) getragen. Es ist dem Museum Lindengut, das die Aufgabe des Heimatmuseums innehat, angegliedert. Es ist die grundlegende Neuausrichtung des Museums Lindengut und widmet sich dem Thema Arbeit in Geschichte, Gegenwart und Zukunft, insbesondere unter dem Aspekt der Stadtgeschichte.
Seit 2017 gastiert das Museum Schaffen in Zwischennutzungen in ehemaligen Industriehallen in der Lokstadt. Letztere sind im Zentrum der einstigen «Arbeiterstadt» Winterthur angesiedelt, welche mehr als 100 Jahre von der Schwerindustrie und mechanischen Produktionsabläufen geprägt war. Seit den 1980er Jahren fand eine Konversion hin zu Dienstleistungen statt, die inzwischen weitgehend abgeschlossen ist.
Das Projekt wurde 2012 ins Leben gerufen. Zum Museumskonzept heisst es in einer Selbstdarstellung, es sei «als neuartiger Museumstyp konzipiert: als Ort der Geschichte und Geschichten, der Begegnung, des Austausches.» Neben der eigentlichen Ausstellung werden auch andere künstlerische Veranstaltungen wie Lesungen, Konzerte sowie Vernetzungstreffen bis hin zu Open Space und Diskotheken-Abende angeboten.
Im Mittelpunkt der Ausstellungskonzeption steht der Mensch. Er ist zwar nur ein Teil des Arbeitsprozesses, doch ist er zugleich Triebfeder für Neuerungen und Veränderungen als auch als Arbeitsfaktor diesem Arbeitsumfeldes ausgesetzt. Dieses Spannungsfeld soll in dem Museum als «Begegnungs-, Kultur- und Bildungsort für ein breites Publikum» zur Verfügung gestellt werden. So dient der weitgehend unverändert gebliebene Raum als ehemalige Wirkstätte grosser, Menschen-gemachter Maschinen für die Ausstellung zugleich als lebendige Hülle der Arbeitswelten vieler Arbeitskräfte, die ihre Lebenswirklichkeit dokumentieren.

## Geschichte
Im Jahr 2006 formulierte die Stadt Winterthur zusammen mit der Bewilligung von Subventionsgeldern für vier Jahre an den Historischen Verein den Auftrag einer Neukonzeption des Museums. Diese wurde im Rahmen einer Masterarbeit erstellt. Nachdem 2009 ein Hearing mit Museumsfachleuten stattgefunden hatte und das Konzept von der Stadt gutgeheissen worden war, entschied sich der Vorstand des HVW für ein Themenmuseum.
Der Trägerverein museum schaffen gründete sich 2012 und erarbeitete ein Inhalts- und Betriebskonzept. Es entstand eine Projektstudie unter dem Namen «museum schaffen. Ein Erlebnis- und Erinnerungsort entsteht», die in die Ausschreibung eines Ideenwettbewerbs führt. Es wurden mögliche Standorte und Partner gesucht. 2015 wurde das museum schaffen erstmals im Kulturleitbild der Stadt Winterthur erwähnt und es wurden Mittel des Lotteriefonds bereitgestellt. Der Eigentümer der Lokstadt Winterthur, die Firma Implenia, stellte die Halle zur Verfügung. Der Trägerverein zur Gründung der Gesellschaft wurde wieder aufgelöst. Im Mai 2018 konnte der Ausstellungsparcours eröffnet werden.
Das museum schaffen hat noch kein eigenes Haus, sondern erscheint als "pop-up-Museum" an verschiedenen Orten. Im Mai 2018 konnte erstmals eine Ausstellung ("Zeit.Zeugen.Arbeit. Ein Ausstellungsparcours") in der Halle Rapide eröffnet werden, einer ehemaligen Montagehalle der Schweizerischen Lokomotiv- und Maschinenfabrik (SLM). 2019/20 gastiert es mit der Ausstellung Eins, zwei, drei, 4.0 in der benachbarten, ehemaligen Dreherei in der Lokstadt Halle Draisine, Zürcher Strasse 39/41 in Winterthur.